# Jimmy Yancey

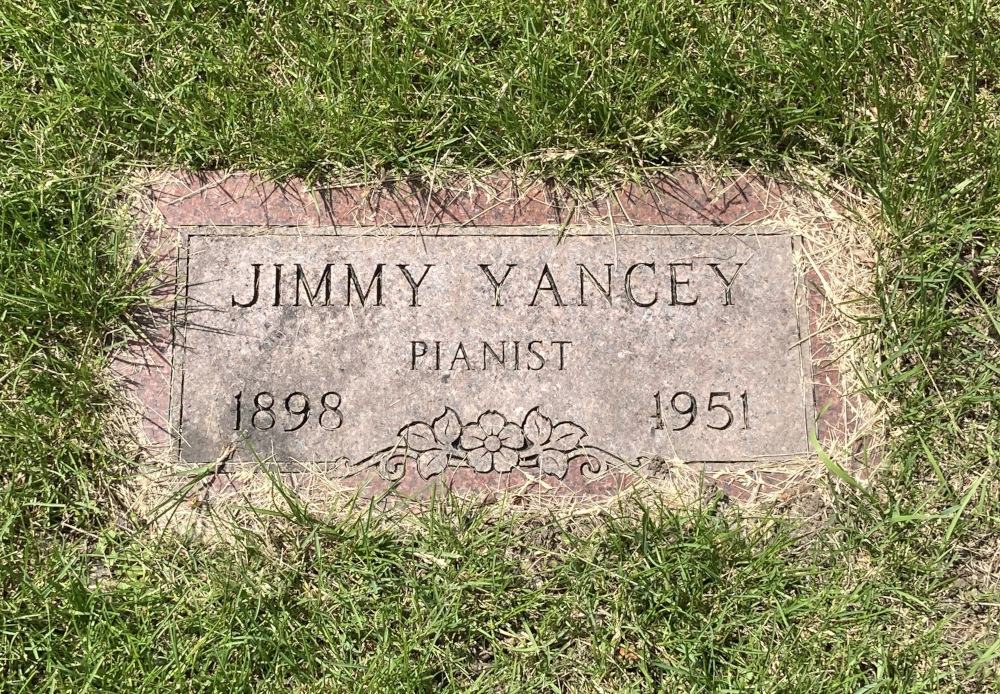
Nagrobek Jimmy’ego Yancy’ego w Blue Island

James Edward Yancey, ps. „Papa” (ur. 20 lutego 1898 w Chicago, zm. 17 września 1951 tamże) – afroamerykański pianista, kompozytor i wokalista, pionier stylu boogie-woogie.

## Życiorys
Jego ojciec był artystą wodewilowym – stepował, śpiewał i grał na gitarze. Miał starszego brata – Alonza (1897–1944), który również został pianistą. Już w wieku sześciu lat występował na scenie, stepując i śpiewając. Z pomocą brata, ale głównie samodzielnie nauczył się grać na fortepianie. Mając piętnaście lat był już biegłym pianistą, grającym boogie-woogie. Nigdy nie został wirtuozem, wypracował jednak własny styl. W 1915 osiadł w Chicago. Zaczął komponować oraz regularnie grał na lokalnych przyjęciach okolicznościowych. Jego pianistyka wpłynęła na grę późniejszych gwiazd boogie-woogie – Alberta Ammonsa i Meade’a „Luxa” Lewisa.
Oprócz muzyki zajmował się również sportem. Uprawiał zawodniczo baseball. W pierwszej połowie lat 1910. grał w rozgrywkach murzyńskiej ligi baseballu (Negro league baseball). W 1925 został pracownikiem utrzymania Comiskey Park, kompleksu stadionowego drużyny Chicago White Sox. Był nim do 1951.
Jako muzyk był znany niemal tylko w Chicago. W 1936 zyskał nieco zainteresowania dzięki swojej kompozycji Yancey Special, którą „Lux” Lewis przedstawił na swojej płycie we własnym wykonaniu. W kwietniu 1939 dokonał swoich pierwszych nagrań w studiu małej wytwórni Solo Art. Pod koniec tegoż roku nagrywał już dla RCA Victor. Kilka utworów zarejestrował także dla wytwórni Bluebird i Vocalion w 1940. Niestety jego płyty nie sprzedawały się dobrze. Początkowo nagrywał solo, ale w 1943 dołączyła do niego poślubiona w 1917 żona – wokalistka Estelle. Jako Jimmy & Mama Yancey zaśpiewali kilka utworów, zarejestrowanych podczas sesji dla niewielkiej firmy Sessions z Chicago. W 1948 wystąpili razem w nowojorskiej Carnegie Hall. Pod koniec życia zyskał pewną sławę, ale mimo lepszych zarobków nigdy nie zrezygnował z pracy w klubie White Socks. W 1951 nagrał z Estelle album, który po jego śmierci wydała wytwórnia Atlantic.
W ostatnim okresie życia chorował na cukrzycę. Zmarł na spowodowany jej skutkami udar mózgu. Został pochowany na cmentarzu Lincolna w podchicagowskiej miejscowości Blue Island.

## Wybrana dyskografia
- 1940 Boogie Woogie – Jimmy Yancey (RCA Victor)
- 1953 Jimmy Yancey – Piano Solos (Atlantic)
- 1954 Blues and Boogie ("X")
- 1956 Yancey's Getaway – Piano Solos by Jimmy Yancey (Riverside)
- 1957 An Evening with the Yanceys – Jimmy, Mama and Alonzo (Jazztone)
- 1958 Pure Blues – Jimmy & Mama Yancey (Atlantic)
- 1997 The Unissued 1951 Yancey Wire Recordings (Document Records)

Zestawienie wg dat wydania płyt

## Upamiętnienie
W 1986 został pośmiertnie wprowadzony do Panteonu Sław Rock and Rolla.

## Uwaga
1. ↑  Niektóre źródła podają, że urodził się w 1894, 1895 lub 1901[1][2]. Na nagrobku widnieje rok 1898.